# Néa Stíra
Néa Stíra är en ort i Grekland.   Den ligger i regionen Grekiska fastlandet, i den östra delen av landet, 50 km nordost om huvudstaden Aten. Antalet invånare är 1 061.
Terrängen runt Néa Stíra är kuperad åt nordost, men åt sydväst är den platt. Havet är nära Néa Stíra västerut. Runt Néa Stíra är det glesbefolkat, med 14 invånare per kvadratkilometer. Närmaste större samhälle är Stýra, 4,7 km sydost om Néa Stíra. Trakten runt Néa Stíra består till största delen av jordbruksmark.